# Minna Canth
Minna Canth, születési nevén Ulrika Wilhelmina Johnsson (Tampere, 1844. március 19. – Kuopio, 1897. május 12.) finn író, költő.

## Pályafutása
Canth akkor kezdett írni, amikor a családi függöny üzletet vezette, valamint otthon özvegyként nevelt hét gyereket. Munkásságának fő témája a nők jogai, különösen a kortárs uralkodó kornézetben. Úgy vélte az ellentétes kifejezésmód lehetővé teszi, hogy a nők törekvései megvalósuljanak. A Papin perhe című műve a legismertebb. A saját korában ő egy ellentmondásos személy volt, a regényeiben megjelenített ötletek és a korszellem különbözősége miatt, valamint ebben az ellentmondásosságban szerepe volt annak is, hogy erősen képviselte a saját álláspontjait. Minna Canth az első nő, aki megkapta a saját „zászlós napját” Finnországban, 2007. március 19-én.

## A legfontosabb munkái
Minna Canth legfontosabb művei a Työmiehen vaimo (A munkásember felesége) 1885-ből, valamint az Anna Liisa, amit 1895-ben írt meg.

### Työmiehen vaimo
A Työmiehen vaimóban, a főszereplő Johanna összeházasodott Ristóval, aki egy alkoholista, és elpazarolja a felesége összes pénzét. Johanna nem tehetett semmit, a pénze törvény szerint a férjéé, nem az övé. A színdarab premierje botrányt okozott, de néhány hónappal később a parlament életbe léptette a tulajdon elkülönítéséről szóló új törvényt.

### Anna Liisa
Anna Liisa egy tragédia, ami egy 15 éves lányról szól, aki házasságon kívül terhes lesz, de nem sikerül elrejtenie a terhességét, és amikor a gyermeke megszületik, megfojtja ijedelmében. Szerelmének, Mikkónak az anyja segít neki eltemetni a babát az erdőben, de pár évvel később, amikor Anna Liisa össze akar házasodni a vőlegényével, Johannesszel, Mikko és az anyja megzsarolják őt. Azzal fenyegetik, hogy felfedik sötét titkát, ha nem megy feleségül Mikkóhoz, de Anna Liisa ezt elutasítja. Végül Anna Liisa eldönti, hogy bevallja, amit tett. Börtönbe kerül, de úgy tűnik, ezután megtalálja a nyugalmát.
Regényeit nem olvashatjuk magyarul.